# テッド・デミ
テッド・デミ（Ted Demme, 1963年10月26日 - 2002年1月13日）は、アメリカ合衆国出身の映画監督である。映画監督のジョナサン・デミの甥にあたる。

## 来歴
MTVでアシスタントからキャリアをスタートし、映画監督として『ブロウ』などを製作。
2002年、バスケットボールの試合中に心臓発作を起こして数時間後に死亡した。そのため、製作中であり、翌2003年に公開された共同監督名義の映画『アメリカン・ニューシネマ 反逆と再生のハリウッド史』は「テディに捧げる」とクレジットされている。

## 主な監督作品
- サイレントナイト/こんな人質もうこりごり The Ref (1994)
- ビューティフル・ガールズ Beautiful Girls (1996)
- ラウンダーズ Rounders (1998)
- エディ&マーティンの逃走人生 Life (1999)
- ブロウ Blow  (2001)
- アメリカン・ニューシネマ 反逆と再生のハリウッド史 A Decade Under the Influence (2003) -リチャード・ラグラヴェネーズとの共同監督